# Kady
Kady – wieś sołecka w Polsce położona w województwie mazowieckim, w powiecie grodziskim, w gminie Grodzisk Mazowiecki.
| SIMC    | Nazwa       | Rodzaj                          |
| ------- | ----------- | ------------------------------- |
| 1054972 | Jordanowice | część wsi (zniesiona w 2023 r.) |

Wieś szlachecka Kadi położona była w drugiej połowie XVI wieku w powiecie błońskim ziemi warszawskiej województwa mazowieckiego. W latach 1975–1998 miejscowość administracyjnie należała do województwa warszawskiego.
Wieś położona po obu stronach linii WKD bezpośrednio przy południowo-wschodniej granicy miasta Grodzisk Mazowiecki, granicząca także z miastem Milanówek. Przepływa przez nią rzeczka Rokitnica. Nowy miejscowy plan zagospodarowania  przestrzennego obowiązuje od sierpnia 2024 roku. Miejscowość wyposażana jest sukcesywnie w media - modernizowana jest sieć energetyczna i telefoniczna, budowana jest sieć wodociągowa, kanalizacja  i gazowa. Kady mają dobre połączenie WKD z Grodziskiem Mazowieckim i z Warszawą, a także dogodny dojazd do szosy Warszawa – Grodzisk Mazowiecki i do trasy katowickiej.

## Kultura, sport i rekreacja
W Kadach mieści się filia nr. 1 Biblioteki w Grodzisku Mazowieckim oraz świetlica oferująca szeroki wachlarz zajęć skierowanych do różnych grup wiekowych.
Na terenie wokół świetlicy znajduje się plac zabaw, siłownia plenerowa, duża altana z grillem plenerowym.2
Przy ul. F. Kucharskiego znajduje się ośrodek prowadzący naukę jazdy konnej.

## Walory przyrodnicze
Na terenie wsi Kady znajdują się duże obszary łąk i nieużytków, które stały się siedliskiem wielu gatunków fauny i flory. Na terenie podmokłych łąk występują gatunki chronione. Gniazduje tu objęta ochroną gatunkową czynną czajka, występuje objęty ścisłą ochroną gatunkową żuraw. Spośród roślin objętych ochroną: storczyk (kukułka szerokolistna).

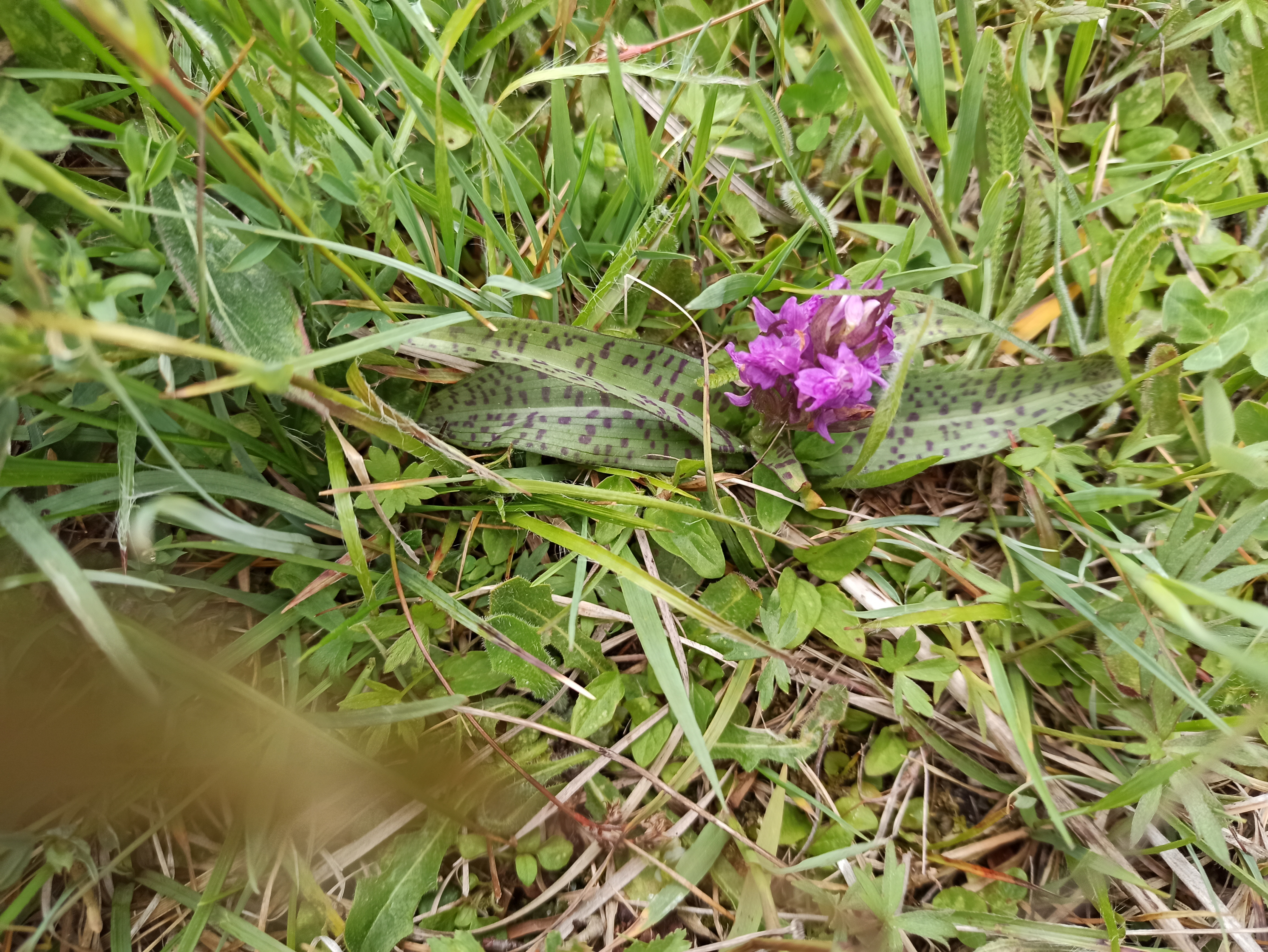
Storczyk
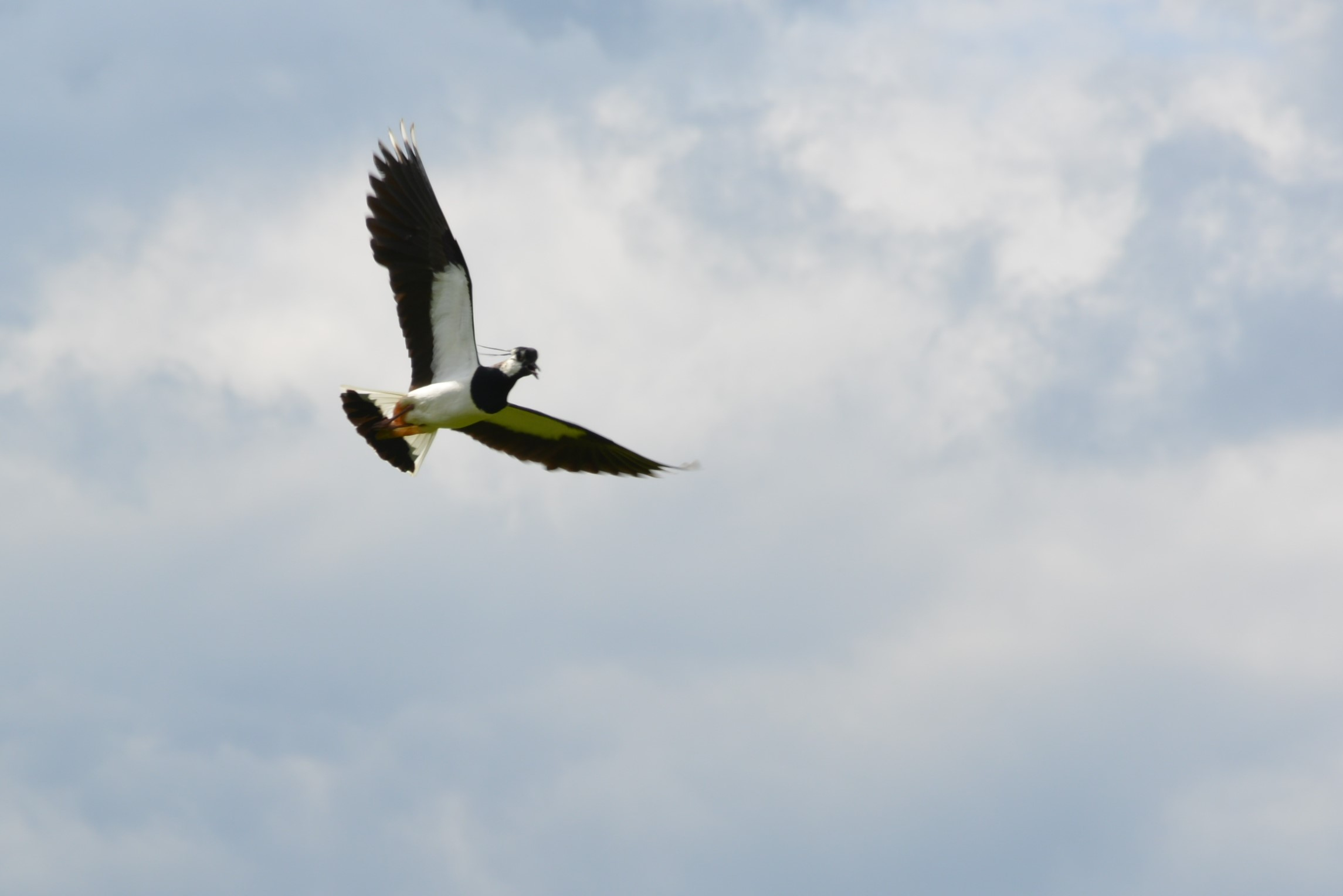
Czajka
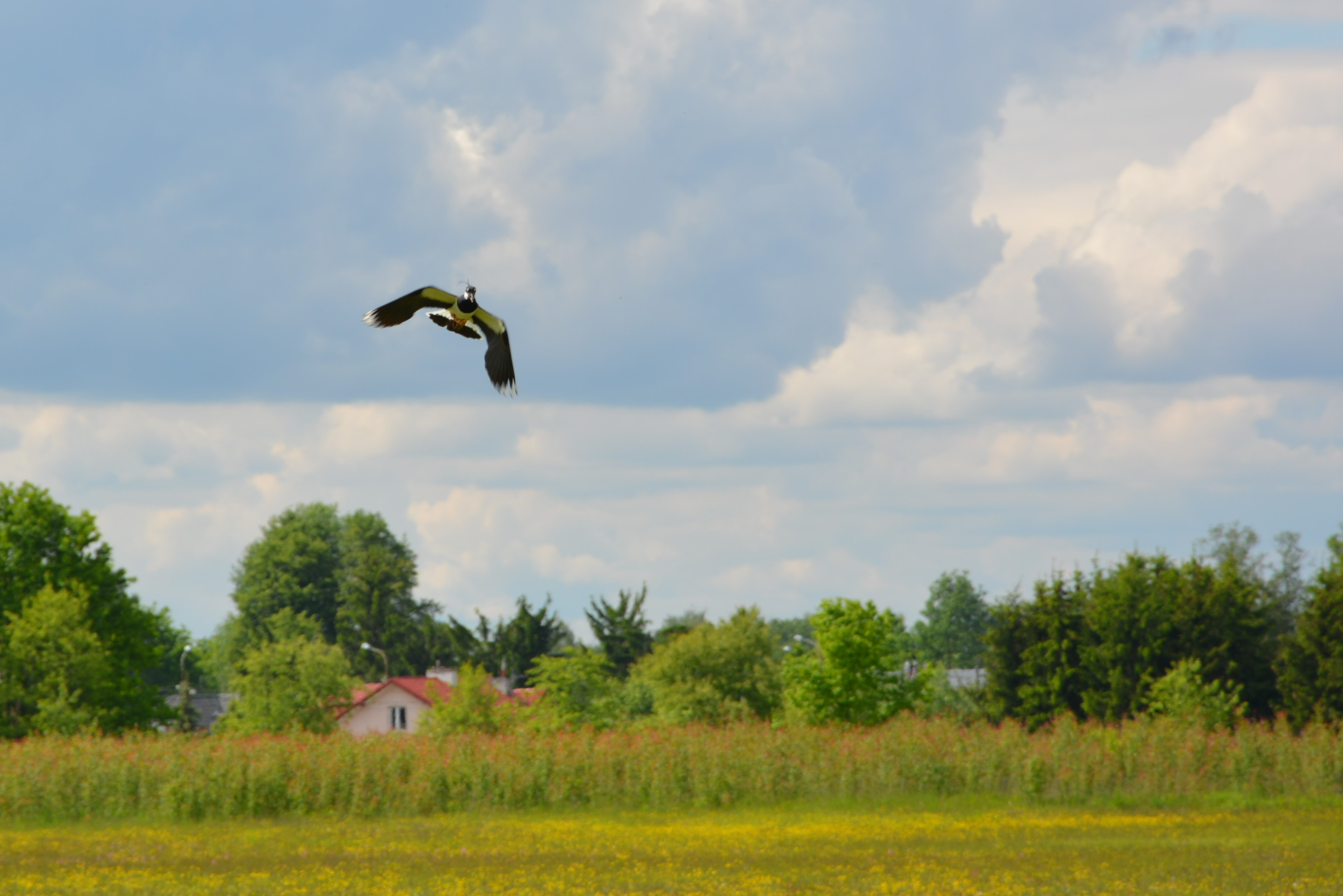
Lęgowisko czajki
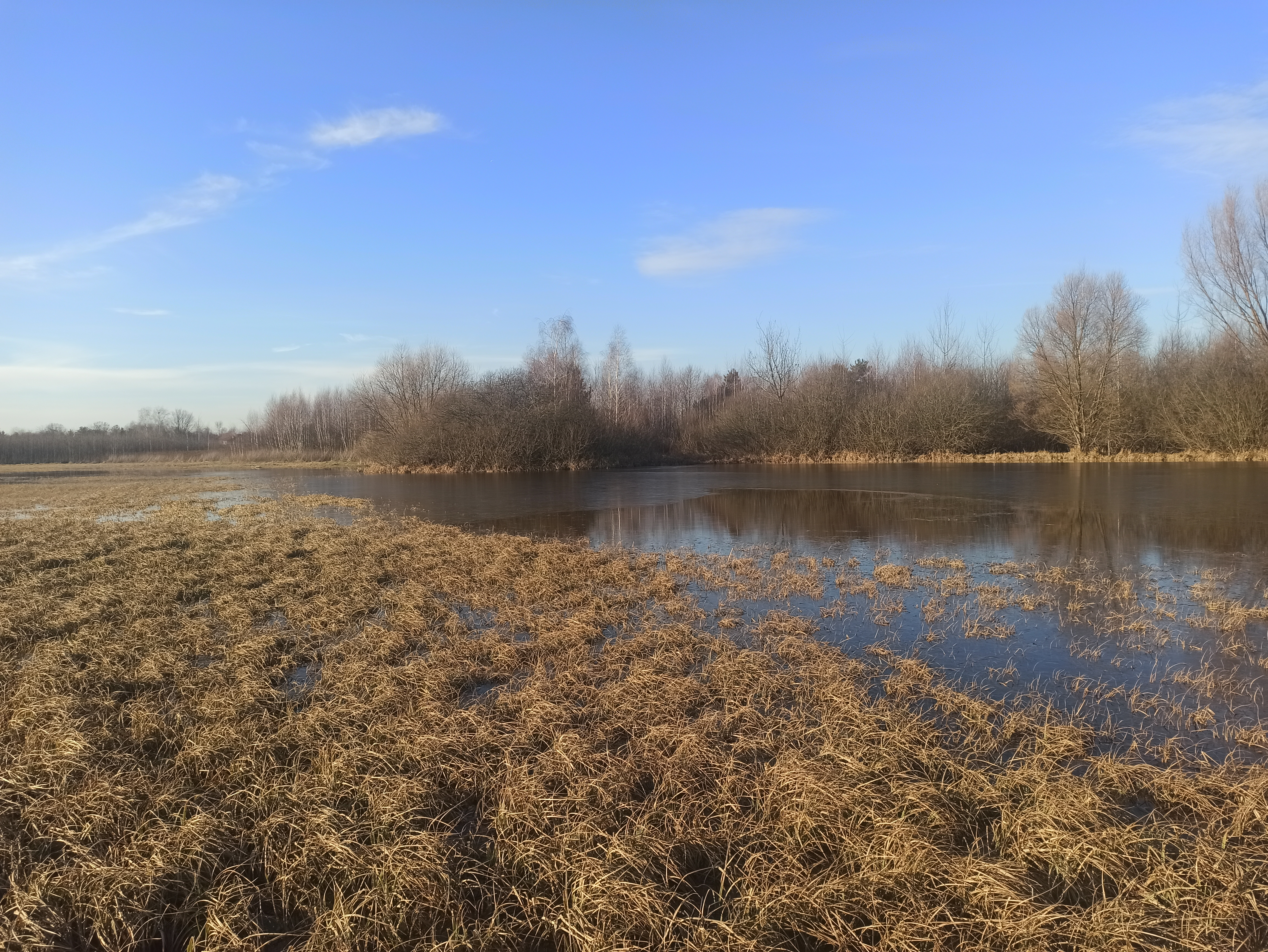
Rozlewisko
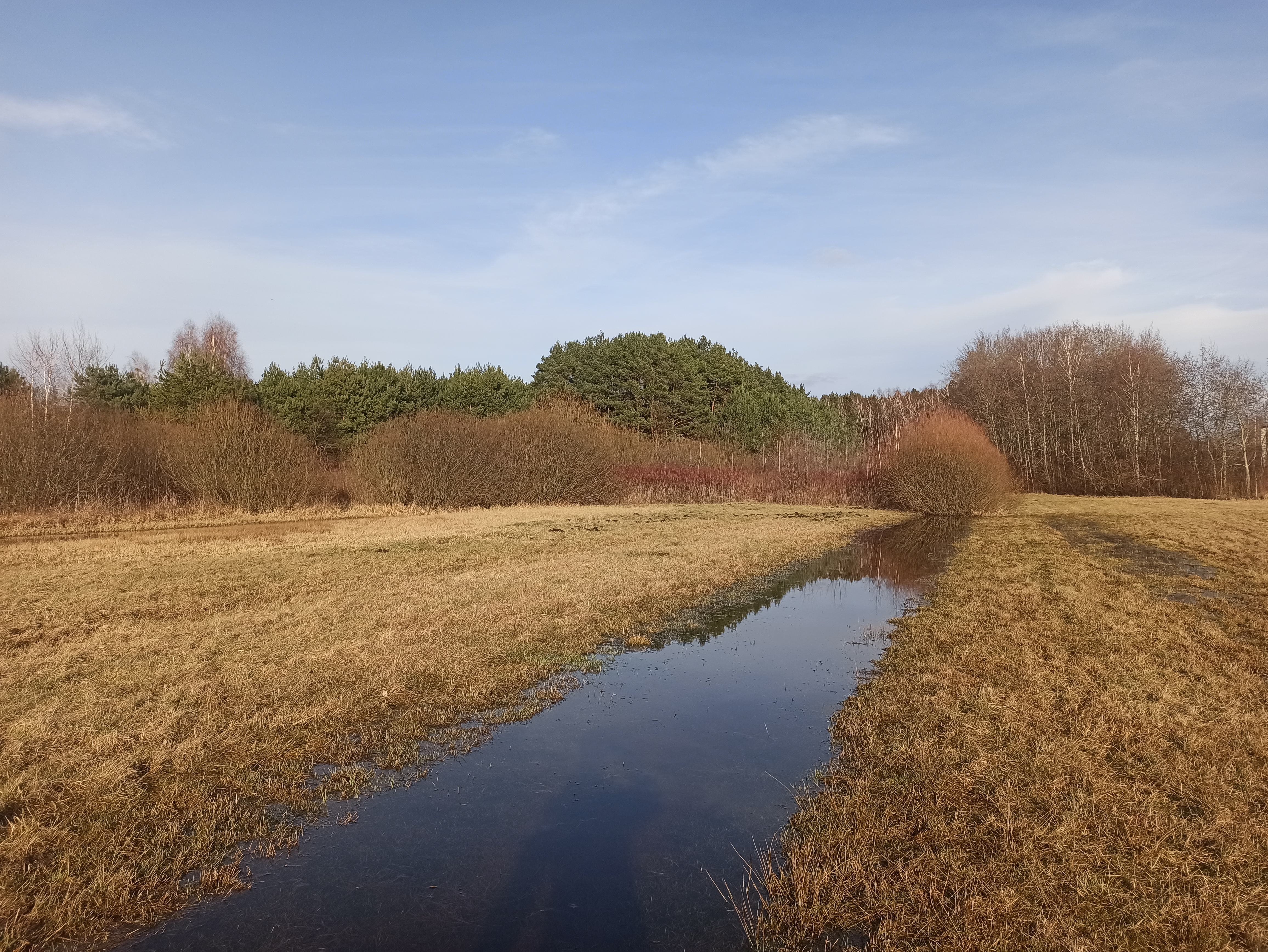
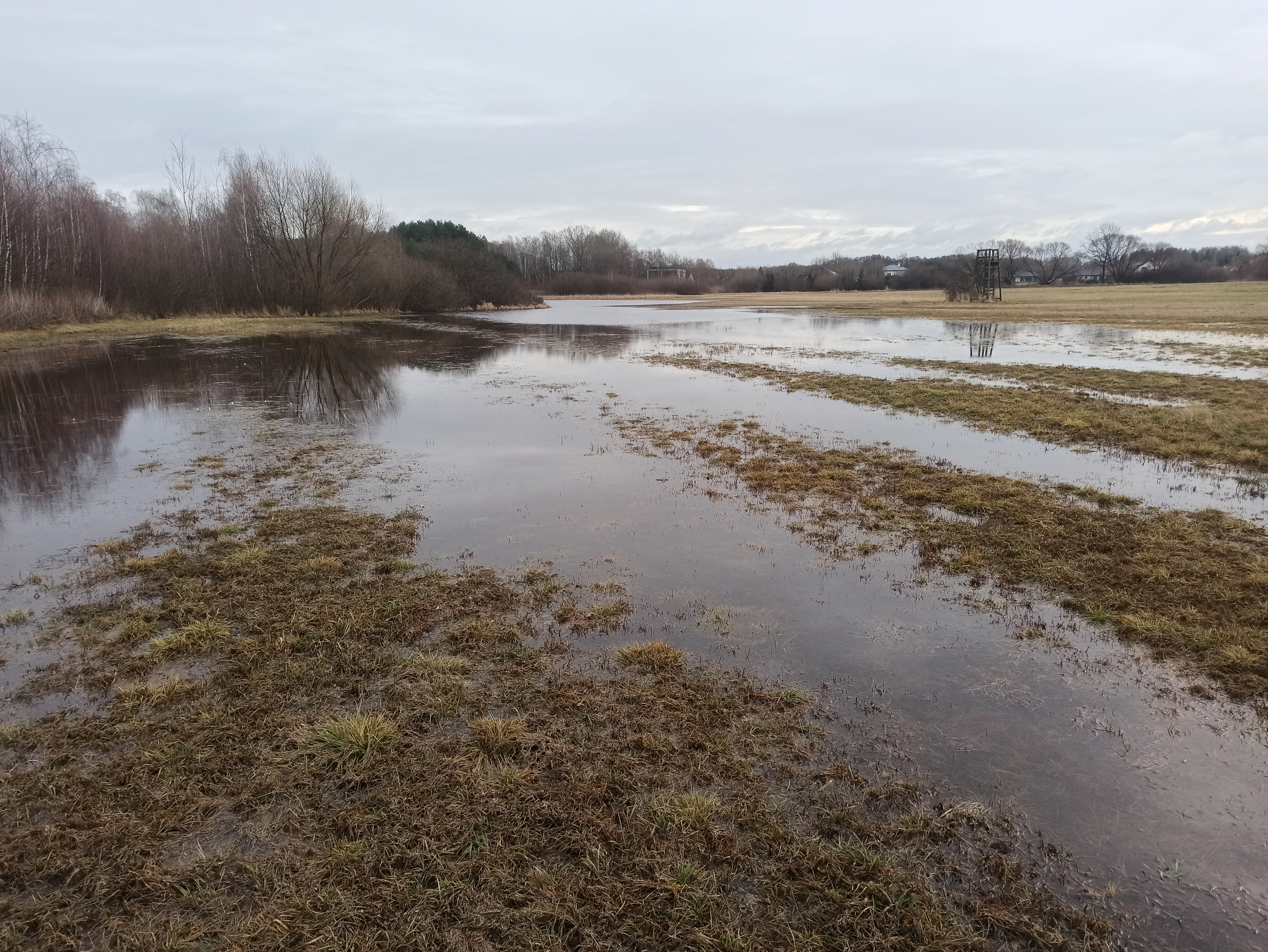
Podmokłe łąki